# Teorema de Wallace-Bolyai-Gerwien

Descomposició d'un quadrat per construir un triangle de la mateixa superfície

En geometria, el Teorema de Wallace-Bolyai-Gerwien (pels matemàtics Willam Wallace, Farkas Bolyai i Paul Gerwien) estableix la condició necessària i suficient perquè un polígon es pugui descompondre en un nombre finit de peces que permetin construir-ne un altre de diferent nombre de costats, només amb moviments de translació i rotació.

## Formulació
Hi ha diverses maneres de formular el teorema. La versió més comuna utilitza el concepte d'equidescomposabilitat de polígons: dos polígons són equidescomposables si poden ser dividits en un nombre finit de triangles que només difereixen en alguna isometria (de fet, només en una combinació d'una translació i una rotació). En aquest cas, el teorema diu que dos polígons són equidescomposables si i només si tenen la mateixa superfície.
Una altra formulació és en termes de congruència: dos polígons són equivalents si poden ser descomposts en un mateix nombre finit de polígons que siguin congruents un a un. El teorema, aleshores, diu que cada classe d'equivalència conté exactament tots els polígons que tenen la mateixa superfície.

## El tercer Problema de Hilbert
El tercer dels problemes de Hilbert era una generalització d'aquest teorema a l'espai tridimensional i va ser el primer dels problemes en ser resolt, de forma negativa en aquest cas, ja que no tot poliedre es pot descompondre en un nombre finit de peces per construir-ne un altre del mateix volum com va demostrar Max Dehn el 1900.

## Altres resultats
En aquest teorema sempre es manté el concepte de descomposició en el sentit de tallar un polígon amb una línia recta (o un polígon amb un pla). Quan es relaxa el concepte de tallar en el fet de dividir un conjunt en dos subconjunts disjunts és quan s'obtenen resultats inesperats. La paradoxa de Banach-Tarski és l'exemple més evident.